# Comarca de Oviedo
La comarca de Oviedo es una de las ocho comarcas funcionales o áreas de planificación territorial en que está dividido el Principado de Asturias a efectos de homogeneización espacial de los datos procedentes de los concejos en las estadísticas regionales. Comprende los concejos de:
- Belmonte de Miranda.
- Bimenes.
- Cabranes.
- Grado.
- Las Regueras.
- Llanera.
- Morcín.
- Nava.
- Noreña.
- Oviedo.
- Proaza.
- Quirós.
- Ribera de Arriba.
- Riosa.
- Sariego.
- Santo Adriano.
- Salas.
- Siero.
- Somiedo.
- Teverga.
- Yernes y Tameza.

Aunque el Estatuto de Autonomía de Asturias prevé la división del territorio asturiano en comarcas, estas no han sido desarrolladas oficialmente todavía.
- Datos: Q1422536
- Multimedia: Comarca de Oviedo / Q1422536